# Рудрасена III
Рудрасена III — правитель древнеиндийского государства Западных Кшатрапов в IV веке.

## Биография
Отцом Рудрасены III был Рудрадаман II, упомянутый только на монетах сына. Первый обнаруженный нумизматический материал, обозначающий Рудрасену в качестве махашатрапа, многие исследователи относят к 270 году сакской эры (348 год н. э.) Так как последние монеты с титулом махашатрапа были выпущены  шестнадцать лет назад, то восшествие Рудрасены на престол П. Тэндон расценил как «настоящую реставрацию».
По всей вероятности, долгое, до 300 года, правление Рудрасены было омрачено внутренними и внешними неурядицами, о чём свидетельствует и длительный перерыв в чеканке его монет, и большое количество обнаруженных кладов, сделанных в данный период. Вряд ли это связано с усилением гуптов, так как Самадрагупта ещё не покорил Восточную Малву, и среди покорённых им стран государство Западных Кшатрапов на Аллахабадской колонне не упомянуто. По мнению С. Кайлаша, могла иметь место экспансия соседей под предводительством Джаявармана из рода Ауликаров. Но, возможно, и что ослабление власти Рудрасены было связано с последствиями восточных завоевательных походов шахиншаха империи Сасанидов Шапура II.
Преемником Рудрасены стал сын его сестры Симхасена. С. Кайлаш, комментируя это обстоятельство, выразил сомнение в том, что смена правителей была естественной и мирной.